# Wanda Czuwaj
Wanda Czuwaj, po mężu Lenczowska (ur. 26 marca 1947 w Krakowie) – polska koszykarka, występująca na pozycji rozgrywającej, multimedalistka mistrzostw Polski. 

## Życiorys
Jest wychowanką Wisły Kraków.
Jej mężem jest były koszykarz Wisły, Kazimierz Lenczowski. Ich synowie Dariusz i Grzegorz zostali sędziami koszykarskimi.
Ukończyła studia na Akademii Górniczo-Hutniczej w Krakowie, uzyskując tytuł inżyniera metalurga.

## Osiągnięcia
Drużynowe
- Mistrzyni Polski
  - (1966, 1968, 1969)
  - juniorek (1961)
- Wicemistrzyni Polski (1967)
- Zdobywczyni pucharu Polski (1967)
- Uczestniczka Pucharu Europy Mistrzyń Krajowych (1966/67 – 4. miejsce, 1968/69 – TOP 6)